# Vòng play-off thăng hạng/xuống hạng UEFA Nations League 2024–25
Vòng play-off thăng hạng/xuống hạng UEFA Nations League 2024–25 sẽ là loạt play-off thăng hạng và xuống hạng của UEFA Nations League 2024–25, mùa giải thứ tư của giải bóng đá cấp đội tuyển quốc gia của UEFA. Thể thức play-off mới, được áp dụng từ mùa giải này, sẽ tìm ra các đội thăng hạng, xuống hạng hoặc ở lại hạng đấu cho mùa giải 2026–27.

## Thể thức
Vào ngày 25 tháng 1 năm 2023, Ủy ban điều hành của UEFA xác nhận thể thức mới cho UEFA Nations League 2024–25, bao gồm vòng play-off thăng hạng/xuống hạng. Ngoài việc thăng hạng và xuống hạng được tự động quyết định bởi thành tích ở vòng bảng, các trận play-off thăng hạng/xuống hạng cũng sẽ xác định các đội cuối cùng góp mặt tại UEFA Nations League 2026–27. Các trận đấu diễn ra trên sân nhà và sân khách theo thể thức hai lượt. Nếu đội từ hạng đấu cao hơn thắng, hai đội sẽ ở lại hạng đấu tương ứng của mình; trong trường hợp đội từ hạng đấu thấp hơn thắng, họ sẽ thăng hạng lên hạng đấu cao hơn, đội thua sẽ xuống hạng đấu thấp hơn.
Các cặp đấu trong cặp trận play-off thăng hạng/xuống hạng như sau:
- Đội xếp thứ ba ở hạng đấu A sẽ gặp đội xếp nhì ở hạng đấu B (4 trận vào tháng 3 năm 2025).
- Đội xếp thứ ba ở hạng đấu B sẽ gặp đội xếp nhì ở hạng đấu C (4 trận vào tháng 3 năm 2025).
- Hai đội có thành tích tốt nhất ở nhóm các đội xếp thứ 4 của hạng đấu C sẽ gặp đội xếp nhì ở hạng đấu D
  - Trong trường hợp các đội thi đấu play-off dành cho hạng đấu C/D góp mặt ở vòng play-off của vòng loại Giải vô địch bóng đá thế giới 2026 diễn ra vào tháng 3 năm 2026, vòng play-off của hạng đấu C/D sẽ không diễn ra, và tất cả các đội bóng đều ở lại hạng đấu.

Các đội ở hạng đấu cao hơn sẽ được xếp hạt giống, và được thi đấu trận lượt về trên sân nhà. Trong thể thức hai lượt, đội ghi nhiều bàn thắng hơn sau hai lượt sẽ giành chiến thắng. Trong trường hợp kết quả hai lượt trận khép lại với tổng tỷ số hòa, hai đội sẽ thi đấu hiệp phụ (luật bàn thắng sân khách không được áp dụng). Nếu sau hiệp phụ kết quả vẫn giữ nguyên, loạt sút luân lưu sẽ được tiến hành để tìm ra đội chiến thắng.

## Các đội tuyển
Dưới đây là các đội tuyển góp mặt tại vòng play-off thăng hạng/xuống hạng.
| Bảng | Xếp thứ ba |
| ---- | ---------- |
| A1   | Scotland   |
| A2   | Bỉ         |
| A3   | Hungary    |
| A4   | Serbia     |

| Bảng | Nhì bảng   | Xếp thứ ba       |
| ---- | ---------- | ---------------- |
| B1   | Ukraina    | Gruzia           |
| B2   | Hy Lạp     | Cộng hòa Ireland |
| B3   | Áo         | Slovenia         |
| B4   | Thổ Nhĩ Kỳ | Iceland          |

| Bảng | Nhì bảng | Xếp thứ tư (Hai đội có thành tích tốt nhất góp mặt) |
| ---- | -------- | --------------------------------------------------- |
| C1   | Slovakia | —                                                   |
| C2   | Kosovo   | —                                                   |
| C3   | Bulgaria | Luxembourg                                          |
| C4   | Armenia  | Latvia                                              |

| Bảng | Nhì bảng  |
| ---- | --------- |
| D1   | Gibraltar |
| D2   | Malta     |

## Bốc thăm
Buổi bốc thăm vòng play-off thăng hạng/xuống hạng được tổ chức vào lúc 12:00 CET ngày 22 tháng 11 năm 2024 tại trụ sở của UEFA ở Nyon, Thụy Sĩ, diễn ra cùng với buổi lễ bốc thăm tứ kết và bán kết dành cho hạng đấu A. Ở buổi bốc thăm, các đội thuộc hạng đấu cao hơn được xếp hạt giống và làm chủ nhà cho trận đấu lượt về, trong khi các đội thuộc hạng đấu thấp hơn sẽ không được xếp hạt giống và đóng vai trò chủ nhà cho trận đấu lượt đi. Các đội không được xếp hạt giống sẽ được bốc theo thứ tự (từ 1-4 cho hạng A/B và B/C, và từ 1-2 cho hạng C/D), sau đó các đội xếp hạt giống sẽ được bốc ngẫu nhiên (theo thứ tự) với tư cách đối thủ.
Không có điều kiện nào về xung đột trong buổi lễ bốc thăm.

## Lịch thi đấu
Các trận đấu play-off của hạng đấu A/B và B/C sẽ được tổ chức vào ngày 20 và 23 tháng 3 năm 2025. Để đảm bảo có đủ số đội tham dự vòng loại Giải vô địch bóng đá thế giới vào tháng 3 năm 2025, vòng play-off của hạng đấu C/D sẽ diễn ra vào ngày 26 và 31 tháng 3 năm 2026.. Tuy nhiên, nếu có đội thi đấu vòng play-off của hạng đấu C/D góp mặt tại vòng 2 (play-off) thì vòng play-off của hạng đấu C/D sẽ bị hủy bỏ, và các đội sẽ ở lại hạng đấu.
Giờ hiển thị là CET/CEST, được liệt kê bởi UEFA (giờ địa phương, nếu có sự khác biệt, sẽ được hiển thị trong ngoặc đơn).

## Hạng đấu A vs Hạng đấu B
Vòng play-off của hạng đấu A/B có sự góp mặt của bốn đội xếp thứ ba ở Hạng đấu A đối đầu với bốn đội nhì bảng ở Hạng đấu B.

### Xếp hạt giống
| Đội      | Hạng |
| -------- | ---- |
| Scotland | 9    |
| Serbia   | 10   |
| Hungary  | 11   |
| Bỉ       | 12   |

| Đội        | Hạng |
| ---------- | ---- |
| Hy Lạp     | 21   |
| Áo         | 22   |
| Thổ Nhĩ Kỳ | 23   |
| Ukraina    | 24   |

### Tóm tắt
| Đội 1      | TTSTooltip Aggregate score | Đội 2    | Lượt đi | Lượt về |
| ---------- | -------------------------- | -------- | ------- | ------- |
| Thổ Nhĩ Kỳ | 1                          | Hungary  | 3–1     | 23 thg3 |
| Ukraina    | 2                          | Bỉ       | 3–1     | 23 thg3 |
| Áo         | 3                          | Serbia   | 1–1     | 23 thg3 |
| Hy Lạp     | 4                          | Scotland | 0–1     | 23 thg3 |

### Các trận đấu
| Thổ Nhĩ Kỳ                                | 3–1      | Hungary       |
| ----------------------------------------- | -------- | ------------- |
| - Kökçü 9' - Aktürkoğlu 69' - Kahveci 73' | Chi tiết | - Schäfer 25' |

| Hungary | v | Thổ Nhĩ Kỳ |
| ------- | - | ---------- |
|         |   |            |

| Ukraina                                    | 3–1      | Bỉ           |
| ------------------------------------------ | -------- | ------------ |
| - Hutsulyak 66' - Vanat 73' - Zabarnyi 78' | Chi tiết | - Lukaku 40' |

| Bỉ | v | Ukraina |
| -- | - | ------- |
|    |   |         |

| Áo                | 1–1      | Serbia          |
| ----------------- | -------- | --------------- |
| - Gregoritsch 37' | Chi tiết | - Samardžić 61' |

| Serbia | v | Áo |
| ------ | - | -- |
|        |   |    |

| Hy Lạp | 0–1      | Scotland        |
| ------ | -------- | --------------- |
|        | Chi tiết | - McTominay 33' |

| Scotland | v | Hy Lạp |
| -------- | - | ------ |
|          |   |        |

## Hạng đấu B vs Hạng đấu C
Vòng play-off của hạng đấu B/C có sự góp mặt của bốn đội xếp thứ ba ở Hạng đấu B đối đầu với bốn đội nhì bảng ở Hạng đấu C.

### Xếp hạt giống
| Đội              | Hạng |
| ---------------- | ---- |
| Slovenia         | 25   |
| Gruzia           | 26   |
| Iceland          | 27   |
| Cộng hòa Ireland | 28   |

| Đội      | Hạng |
| -------- | ---- |
| Slovakia | 37   |
| Kosovo   | 38   |
| Bulgaria | 39   |
| Armenia  | 40   |

### Tóm tắt
| Đội 1    | TTSTooltip Aggregate score | Đội 2            | Lượt đi | Lượt về |
| -------- | -------------------------- | ---------------- | ------- | ------- |
| Kosovo   | 1                          | Iceland          | 2–1     | 23 thg3 |
| Bulgaria | 2                          | Cộng hòa Ireland | 1–2     | 23 thg3 |
| Armenia  | 3                          | Gruzia           | 0–3     | 23 thg3 |
| Slovakia | 4                          | Slovenia         | 0–0     | 23 thg3 |

### Các trận đấu
| Kosovo                        | 2–1      | Iceland         |
| ----------------------------- | -------- | --------------- |
| - Dellova 19' - Rexhbeçaj 58' | Chi tiết | - Óskarsson 22' |

| Iceland | v | Kosovo |
| ------- | - | ------ |
|         |   |        |

| Bulgaria       | 1–2      | Cộng hòa Ireland         |
| -------------- | -------- | ------------------------ |
| - M. Petkov 6' | Chi tiết | - Azaz 21' - Doherty 42' |

| Cộng hòa Ireland | v        | Bulgaria |
| ---------------- | -------- | -------- |
|                  | Chi tiết |          |

| Armenia | 0–3      | Gruzia                                    |
| ------- | -------- | ----------------------------------------- |
|         | Chi tiết | - Kochorashvili 32' - Mikautadze 37', 59' |

| Gruzia | v | Armenia |
| ------ | - | ------- |
|        |   |         |

| Slovakia | 0–0      | Slovenia |
| -------- | -------- | -------- |
|          | Chi tiết |          |

| Slovenia | v | Slovakia |
| -------- | - | -------- |
|          |   |          |

## Hạng đấu C vs Hạng đấu D
Vòng play-off của hạng đấu C/D có sự góp mặt của hai đội xếp thứ tư có thành tích tốt nhất ở Hạng đấu C đối đầu với bốn đội nhì bảng ở Hạng đấu D.

### Xếp hạt giống
| Đội        | Hạng |
| ---------- | ---- |
| Latvia     | 45   |
| Luxembourg | 46   |

| Đội       | Hạng |
| --------- | ---- |
| Malta     | 51   |
| Gibraltar | 52   |

### Tóm tắt
| Đội 1     | TTSTooltip Aggregate score | Đội 2      | Lượt đi     | Lượt về     |
| --------- | -------------------------- | ---------- | ----------- | ----------- |
| Gibraltar | 1                          | Latvia     | 26 thg3 '26 | 31 thg3 '26 |
| Malta     | 2                          | Luxembourg | 26 thg3 '26 | 31 thg3 '26 |

### Các trận đấu
| Gibraltar | v | Latvia |
| --------- | - | ------ |
|           |   |        |

| Latvia | v | Gibraltar |
| ------ | - | --------- |
|        |   |           |

| Malta | v | Luxembourg |
| ----- | - | ---------- |
|       |   |            |

| Luxembourg | v | Malta |
| ---------- | - | ----- |
|            |   |       |